# Вајола (Канзас)
Вајола (енгл. Viola) град је у америчкој савезној држави Канзас.

## Демографија
По попису из 2010. године број становника је 130, што је 81 (-38,4%) становника мање него 2000. године.
| Група             | 2000.       | 2010.       |
| Белци             | 202 (95,7%) | 116 (89,2%) |
| Афроамериканци    | 0 (0,0%)    | 2 (1,5%)    |
| Азијати           | 0 (0,0%)    | 0 (0,0%)    |
| Хиспаноамериканци | 3 (1,4%)    | 11 (8,5%)   |
| Укупно            | 211         | 130         |